# 老人性認知症
老人性認知症（ろうじんせいにんちしょう）は、認知症のうち、加齢の寄与が多いと思われる状態。老年痴呆とも。
一般に脳及び精神に関する疾患は、患者本人の具体的意思を尊重し専門医が問診・診察及び診断をするが、このような疾患をもつ者は、その発言及び行動の一部、時として全てが、おおよそ一般の健康な状態の人たち（健康な状態かの解り易い判断は、向精神病薬を常用している期間や副作用などの不快感で決まる）からの視点を中心にみている現実がある為、患者本人の真意が治療の根幹に触れているとは限らない。
また、患者本人は、家族、親戚、社会などあらゆる環境と調和することにかなりの労力と精神力、生命力の全てを費やして生きようとしている。しかし、患者本人は、先に挙げた数多くの不快感などの為、現在自分が、不快感を持っていることをも認識できないことはよくある。不快感を不快であると感じることの出来る脳の仕組みも機能しない時がある。不快感が、最もわかりづらい病状として躁鬱病・適応障害などが挙げられる。一見、一聴すると元気に見える、落ち込んでいるように見えるだけと周りから見過ごされ、判断されてしまう。しかし、本人は、絶望的に孤立する日常の連続である。
また高齢者の場合、躁鬱病や適応障害が、老人性痴呆症などと誤診されてしまっている例がある。患者本人は、完全に近い状況で社会と自分の存在との間に大きな隔たりと絶望を日々感じて生きていかなければならないので、偶発的・自然的・突発的な自殺などのあり得る危険性に十分考慮し、優しく見つめ続け、患者本人の話していることや感じているものを正面から聴き受け入れることが治療の根本であり不可欠で基本的な姿勢である。また、このような疾患の人々の生活（衣食住・就学・就業・就労・婚姻などのあらゆる社会的な場面）で、信頼できる心の通じ合った人々が一人でも多くいると患者本人は救われやすいようである。
ビタミンB3（ナイアシン）を中心とした療法もカナダのホッファー博士を中心に広まりつつあるが、日本では自由診療の範囲の為、金銭的に諦めている患者も今なお数多く居る。

## 分類
- アルツハイマー型認知症
  - アルツハイマー型老年性認知症
- 脳血管性認知症

## 関連文献
- 老人性認知症を扱った小説 「恍惚の人」有吉佐和子